# Вашингтон Дипломатс
«Вашингтон Дипломатс» — бывший американский футбольный клуб, базировавшийся в Вашингтоне, округ Колумбия. На протяжении своего существования клуб играл свои домашние матчи на Мемориальном стадионе Роберта Ф. Кеннеди. Основанные как расширение франчайзинга в 1971 году, «Дипломатс» соревновались в ныне несуществующей Североамериканской футбольной лиге, затем в высшей футбольной лиге американской футбольной пирамиды.
В первые несколько сезонов существования «Дипломатс» не имели права на плей-офф до 1976 года (пятый год в лиге). Сразу же «Дипломатс» были выбиты «Нью-Йорк Космос» в первом туре. В следующем сезоне клуб играл свои домашние матчи в Северной Вирджинии, прежде чем вернуться на стадион РФК. В течение следующих трех сезонов (с 1977 до 1980 года) «Дипломатс» добились большого успеха. Таким образом, клуб пережил всплеск средней посещаемости, которая приблизилась к 20000 болельщиков на игру в 1980 году.
После окончания сезона 1980 года, клуб был расформирован, когда тогдашний владелец, Madison Square Garden Corp, накопил убытки в размере $ 6 млн, и президент команды Стив Данзански не мог собрать достаточно денег, чтобы держать команду на плаву. Тем не менее, в том же сезоне команда «Детройт Экспресс» переехала в Вашингтон, переименовав себя на «Дипломатс» в связи с тем, что это прозвище было более привычным для этого района. Тем не менее, регресс посещаемости и отсутствие успеха означало «смертный приговор» для клуба, и «Дипломатс» были расформированы после сезона 1981 года.

## История

### До «Дипломатс»
«Вашингтон Випс» были футбольной командой, базировавшейся в Вашингтоне, округ Колумбия, которая играла в Объединённой футбольной ассоциации. Лига была составлена из команд, импортируемых из иностранных лиг. Вашингтонский клуб состоял на самом деле из игроков футбольного клуба «Абердин» (Шотландия).
После сезона 1967 года Объединённая футбольная ассоциация объединилась с Национальной профессиональной футбольной лигой, чтобы сформировать Североамериканскую футбольную лигу из команд США, создавая свои списки с нуля. Их домашней ареной был стадион РФК. Владельцем команды был граф Форман, позже владелец «Вирджиния Сквайрс» из Американской баскетбольной ассоциации и президент MISL. Эдвард Т. Рейнолдс был директором клуба до слияния.

### Оригинальная франшиза NASL
«Вашингтон Дипломатс» впервые появились на свет, когда в 1974 году Североамериканская футбольная лига (NASL) получила франшизу на Вашингтон, округ Колумбия, на основе бизнес-группы. Команда играла свои домашние матчи на стадионе РФК, за исключением 1976 года, когда они играли в школе W.T. Высшей школе Вудсона в Северной Виргинии. После тусклого начала «Дипломатс» вышли в плей-офф и повысили среднюю посещаемость игр в последние три года существования. Кроме того, в последний год «Дипломатс» смогли подписать будущего европейского игрока века Йохана Кройфа. После 1980 года, как уже было сказано, владельцы больше не могли содержать клуб из-за убытков, тогда «Дипломатс» были расформированы.

## Тренеры
- Гордон Брэдли (1978—1980)